# Гольденберг, Яков Рафаилович
Яков Рафаилович Гольденберг (партийные псевдонимы — Куба, Станиславов) (1876 — 1935) — российский революционер, врач.

## Биография
Родился в еврейской семье, был знаком и дружил с Р. Люксембург и Х. Л. Рапопортом, увлёкся марксизмом. Работал врачом с 1902, с того же года член СДКПиЛ, в Варшаве с 1905 его кабинет часто превращался в госпиталь для раненых. В 1906 был арестован и привлечён, освобождён под залог, продолжал работать и за неделю до суда выехал за границу. После подавления революции 1905 — 1907 годов с женой остались во Франции, где жили в нужде. В Париже в 1908 родился сын, впоследствии участник французского Сопротивления. В период эмиграции виделись и дискутировали с В. И. Ульяновым. Во время империалистической войны года был мобилизован как врач, по взглядам примыкал к оборонцам, в 1917 арестован за большевистскую пропаганду среди русских солдат и заключён в крепости в Тулоне, от службы отстранён. Затем находился в течение 3-х лет под надзором, без права выезда из Франции, неоднократно подвергался обыскам. Являлся членом Французской секции Рабочего интернационала и ФКП. Участвовал в нелегальной работе Коминтерна, сотрудничал с эмиссаром А. Е. Абрамовичем (Залевским), в апреле 1921 выслан из Франции, некоторое время находился на нелегальном положении в Веймарской республике, затем приехал в Москву на Третий конгресс Коммунистического интернационала.
При этом сын Леон остался во Франции под опекой польских эмигрантов художника Жана и пианистки Жанны Топас, проживая у них в Париже. Обучался на средства, оставленные по наследству дедом, Ароном Исааковичем Слонимом, почётным гражданином города Новгород-Северский. После лицея поступил на юридический факультет в Парижский университет Сорбонну, где познакомился с будущим коллегой по сопротивлению Р. Капитаном, а впоследствии и с Л. Валлоном. Мать, Софья Ароновна Голденберг (Слоним), гостила у него в Париже в течение 10 месяцев, но затем вернулась в Советский Союз, и снова приехала незадолго до смерти в 1946. После сообщения Ж. Садуля о смерти отца в сентябре 1935 приезжал в Москву на похороны. Женился на Сюзанне Гольденберг.
Работал ответственным работником Наркомздрава, первым представителем Советского Союза в Веймарской республике. При этом на него и жену поступали доносы, которые развеял Ф. Э. Дзержинский. Тем не менее понадобились объяснительные от него к Н. А. Семашко и от жены к В. К. Таратуте. В Берлине за ним был установлен тайный надзор и в марте 1922, во время пребывания в Москве, на квартире произведён негласный обыск. С 1925 член ВКП(б), по рекомендации Г. К. Орджоникидзе переведён на работу в столицу, получил хорошую характеристику от А. В. Луначарского. Посещал Коммунистическую академию, участвовал в заседании II пленума ЦКК ВКП(б) в 1930, сессии ЦИК СССР в 1931, заседании пленума ЦК ВКП(б) в 1932. Был сотрудником Государственной академии коммунистического хозяйства, ударником 2-го и 4-го годов второй пятилетки. Умер на рабочем месте в Академии коммунального хозяйства, где работал заместителем директора.